# Оринџ Коув (Калифорнија)
Оринџ Коув (енгл. Orange Cove) град је у америчкој савезној држави Калифорнија. По попису становништва из 2010. у њему је живело 9.078 становника.

## Демографија
Према попису становништва из 2010. у граду је живело 9.078 становника, што је 1.356 (17,6%) становника више него 2000. године.
| Група             | 2000.         | 2010.         |
| Белци             | 526 (6,8%)    | 457 (5,0%)    |
| Афроамериканци    | 24 (0,3%)     | 72 (0,8%)     |
| Азијати           | 115 (1,5%)    | 101 (1,1%)    |
| Хиспаноамериканци | 6.996 (90,6%) | 8.413 (92,7%) |
| Укупно            | 7.722         | 9.078         |